# Tephrosia odorata
Tephrosia odorata är en ärtväxtart som beskrevs av Isaac Bayley Balfour. Tephrosia odorata ingår i släktet Tephrosia och familjen ärtväxter. IUCN kategoriserar arten globalt som livskraftig. Inga underarter finns listade i Catalogue of Life.